# Список динозавров России
Здесь представлен список динозавров, чьи окаменелые остатки найдены на территории России.
Самой ранней находкой считается грудной позвонок динозавра, найденный близ  
Оренбурга и описанный палеонтологом Николаем Николаевичем Боголюбовым в 1912 году.  В 1915 году фрагмент стопы ящера, найденной в Читинской области, палеонтологом Анатолием Рябининым был описал как вид Allosaurus sibiricus. Позднее и в других местах стали находить остатки динозавров.

## Карта
Примечания
- Бахчисарай. Найдены остатки птицетазового динозавра позднего мела Riabininohadros weberae[4].
- Береславка — остатки хищных динозавров позднего мела: неизвестного теропода, цератозавра, а также представителя тираннозаврид[5].
- Благовещенск. Найдены остатки динозавров позднего мела: Amurosaurus riabinini, Kerberosaurus manakini[6][7], зубы хищных динозавров: дромеозаврида[8], неизвестного теропода, а также троодонтида; растительноядного нодозаврида, титанозавра[9].
- Большой Кемчуг. Найдены остатки хищных динозавров: целурозавра, дейнонихозавра, Paronychodon, Prodeinodon; стегозавра, гипсилофодонтида, пситтакозавра[10].
- Каканаут. Найдены остатки гадрозавров, анкилозавров, неоцератопсов, зубы тираннозаврид, дромеозаврид и троодонтид.
- Калбак-Кыры. Найдены остатки костей стегозавра Saldamosaurus tuvensis (видовое название неофициальное); также найдены остатки неизвестного птицетазового динозавра и теропода[11].
- Кемпендяй. Найдены остатки стегозаврид, завропода, теропода.
- Кундур. Найдены остатки Arkharavia heterocoelica; дромеозаврид Richardoestesia, Saurornitholestes, Dromaeosaurus; троодонтида Troodon; тираннозаврида Tarbosaurus; остатки хищного динозавра Aublysodon; нодозаврида[12], гадрозавров Kundurosaurus nagornyi[7], Olorotitan arharensis.
- Мирсаново. Найдены остатки пситтакозавра.
- Могойто. Найдены остатки завропода Tengrisaurus starkovi[13].
- Оренбург. В 1912 году найдены остатки неизвестного динозавра[2].
- Пески. Найдены остатки завропода, целурозавров.
- Полунино. Найдены остатки неизвестного анкилозавра[14].
- Синегорск. Найдены остатки Nipponosaurus sachalinensis[15].
- Старый Оскол. Найдены остатки теропода, гадрозавра[16].
- Тарбагатай. Найдены остатки Allosaurus sibiricus[17].
- Шарыпово. Найдены остатки Kileskus aristotocus, стегозавра.
- Шестаково. Найдены остатки хищных динозавров: неизвестного целурозавра, дромеозаврида, троодонтида, Urbacodon, Prodeinodon; также найдены остатки стегозавра, Psittacosaurus sibiricus, гипсилофодонтида[18][19].
- Тээтэ. Найдены остатки костей завропода[20], стегозавра, аллозавра[21], целурозавра, анкилозавра[22].

## Список известных видов
| №  | Иллюстрация | Название                     | Группа       | Место находки                         | Год описания | Возраст находки, млн лет | Примечания |
| -- | ----------- | ---------------------------- | ------------ | ------------------------------------- | ------------ | ------------------------ | --- |
| 1  |             | Allosaurus sibiricus         | Теропод      | Забайкальский край, Новопавловка      | 1915         | 145,5—130,0              | В 1990 году был переименован в Chilantaisaurus sibiricus и позднее признан невалидным таксоном в пределах теропод. |
| 2  |             | Amurosaurus riabinini        | Гадрозавр    | Амурская область, Благовещенск        | 1991         | 70,6—66,0                | |
| 3  |             | Arkharavia heterocoelica     | Завропод     | Амурская область, Кундур              | 2010         | 70,6—66,0                | |
| 4  |             | Daurosaurus olovus           | Ящеротазовые | Забайкальский край, Кулинда           | 2014         | 167,7—145,5              | |
| 5  |             | Kerberosaurus manakini       | Гадрозавр    | Амурская область, Благовещенск        | 1991         | 70,6—66,0                | |
| 6  |             | Kileskus aristotocus         | Теропод      | Красноярский край, Шарыпово           | 2010         | 167,7—164,7              | |
| 7  |             | Kulindadromeus zabaikalicus  | Птицетазовые | Забайкальский край, Кулинда           | 2014         | 167,7—145,5              | |
| 8  |             | Kundurosaurus nagornyi       | Гадрозавр    | Амурская область, Кундур              | 2012         | 70,6—66,0                | |
| 9  |             | Lepidocheirosaurus natatilis | Ящеротазовые | Забайкальский край, Кулинда           | 2015         | 167,7—145,5              | |
| 10 |             | Nipponosaurus sachalinensis  | Гадрозавр    | Сахалин, Синегорск                    | 1936         | 85,8—70,6                | |
| 11 |             | Olorotitan arharensis        | Гадрозавр    | Амурская область, Кундур              | 2003         | 70,6—66,0                | |
| 12 |             | Poekilopleuron schmidti      | Теропод      |                                       | 1883         | 112,6 - 94,3             | Известен также под названием Megalosaurus schmidti                                                                 |
| 13 |             | Psittacosaurus sibiricus     | Цератопс     | Кемеровская область, Шестаково        | 2000         | 130,0—112,6              | |
| 14 |             | Riabininohadros weberae      | Птицетазовые | Крым, Бахчисарай                      | 2020         | 72,1—66,0                | |
| 15 |             | Saldamosaurus tuvensis       | Стегозавр    | Тува, Калбак-Кыры                     | 2014         | 161,2—145,5              | Название вида неофициальное                                                                                        |
| 16 |             | Sibirotitan astrosacralis    | Завропод     | Кемеровская область, Шестаково        | 2017         | 125,5—112,6              | |
| 17 |             | Tengrisaurus starkovi        | Завропод     | Бурятия, Могойто                      | 2017         | 130,0—112,6              | |
| 18 |             | Volgatitan simbirskiensis    | Завропод     | Ульяновская область, Сланцевый Рудник | 2018         | 136,4—130,0              | |

## Места находок

### Амурская область
Позднемеловые динозавровые местонахождения Приамурья (средний-верхний маастрихт) уникальны и известны многочисленными находками древних животных. Местонахождение Благовещенское расположено в юго-западной части города Благовещенск. Костеносные отложения обнажены в уступе высокой террасы реки Амур на протяжении нескольких сотен метров. Большинство остатков принадлежит растительноядным динозаврам из семейства гадрозаврид (в том числе двум описанных видам Amurosaurus riabinini, Kerberosaurus manakini), и в меньшей степени анкилозаврам, завроподам. Дополнительно присутствуют и плотоядные динозавры. По изолированным зубным коронкам и редким элементам посткрания были определены тираннозавриды, дромеозавриды, троодонтиды. Доминируют тираннозавриды. Данные плотоядные животные занимали верхушку в пищевой пирамиде позднего мела. Небольшие подвижные дромеозавриды представлены в местонахождении несколькими зубными коронками, а также когтевой фалангой.
В местонахождении Кундур (ранний маастрихт), расположенном на Архаринском районе, насчитывается более тысячи находок в виде отдельных костей, частей или целых скелетов. Большая их часть принадлежит утконосым динозаврам семейств гадрозавриды и Lambeosauridae. Среди прочего, был найден почти полный скелет Olorotitan arharensis. Отложения содержат изолированные зубы хищных динозавров семейств тираннозаврид и дромеозаврид. Находки анкилозавров состоят из двух частично разрушенных зубов и шипообразной остеодермы.

### Белгородская область
В Белгородской области из отложений середины мела (альб—сеноман) известны фрагмент кости (возможно хищного динозавра), а также изолированный зуб и шейный позвонок утконосого динозавра Hadrosauroidea indet., найденные в карьере Стойло около Старого Оскола.
К спорным находкам относятся кости Poekilopleuron schmidti, описанного В. Киприяновым в 1883 году на основе фрагментов плечевой кости и ребра из так называемого Северского остеолита под Курском на реке Тускарь. Эти части скелета он принял за остатки крокодилов, а позже Е. А. Малеев в 1964 году отнёс эти кости к динозаврам, близким к карнозаврам. Однако кости, идентифицированные Киприяновым как рёбра, напоминают скуловую кость ихтиозавра.

### Бурятия
Комплекс динозавров из нижнемеловой муртойской свиты (баррем—апт) местонахождения Могойто включает: титанозавра Tengrisaurus starkovi, известного по хвостовым позвонкам; неопределённые остатки завропод (Sauropoda indet.; подобные эухелопу и Mongolosaurus), известных по единичными зубами и IV плюсневой кости; теропод трёх различных групп — Ornithomimosauria, Therizinosauria, Dromaeosauridae и представителя орнитопод из семейства Jeholosauridae, известных по изолированным зубам и костям. Отдельные зубы со скульптурной эмалью, приписываемые ранее пситтакозавру (Psittacosaurus sp.) возможно относятся к неопределённому представителю семейства Jeholosauridae. Группа позвоночных Могойто больше всего похожа на фауну из раннемелового местонахождения Хурен Дух (Khuren Dukh) в Монголии.
В более восточной Чикой-Хилокской впадине в раннемеловой (апт) Хилокской свите около Красного Яра обнаружены фрагментарные остатки четырёх таксонов динозаров: теропода ‘Prodeinodon’ sp. и неопределённого дромеозаврида, завропода из группы Titanosauriformes (подобного Nemegtosaurus) и орнитопода.

### Волгоградская область
Остатки динозавров на территории Волгоградской области достаточно редки. Известны фрагментарные остатки хищных динозавров (фрагмент мозговой коробки, зуб, пястная кость) из маастрихта в окрестностях Береславского водохранилища. Зуб может принадлежать представителю Dromaeosauridae, другие кости — более примитивному тероподу (Ceratosauria-Megalosauridae). Появление представителей тетрапод в конце мелового периода на территории Нижнего Поволжья и Румынии может быть связано с похолоданием в это время. Дополнительные находки (фрагменты щитков анкилозавров) известны из отложений кампана-маастрихта в окрестностях хутора Полунино.

### Кемеровской область и Красноярский край
Из среднеюрской (батский ярус) итатской свиты Березовского карьера в Красноярском Крае (Западная Сибирь) описан род и вид Kileskus aristotocus на основе костей черепа и, возможно, некоторым ассоциированным костям посткраниального скелета. Данный таксон является одним из древнейших представителей клад Coelurosauria и Tyrannosauroidea в геологической летописи.
В нижнемеловые отложения илекской свиты (баррем—апт—альб) вдоль реки Кия в Кемеровской области (населенные пункты Шестаково 1 и 3, и Усть-Колба) и реки Большой Кемчуг в Красноярском крае (населенный пункт Большой Кемчуг 3) присутствуют остатки завропод из группы Titanosauriformes, представленные сочленённой задней конечностью, позвонком и многочисленными зубами, сходными с зубами североамериканского Pleurocoelus. Тероподы, известны по изолированным зубам, подобным у ‘Prodeinodon’ , переднему спинному позвонку, похожий на таковой у представителей дромеозаврид и отдельным зубам, подобным у Paronychodon. Троодонтиды были описаны из Шестаково 3, однако точная принадлежность остатков к данной группе динозавров окончательно не подтверждена. Стегозавры присутствуют несколькими изолированными зубами. Цератопсы известны по изолированным зубам пситтакозавров, в том числе многочисленные изолированные кости, частичные скелеты и два полных скелета вида Psittacosaurus sibiricus. Hypsilophodontidae представлены изолированными зубами.

### Крым
Из-за покрытия морями в течение юрского и мелового периодов, находки динозавров в Крыму исключительно редки. Riabininohadros weberae — единственный известный вид динозавров верхнего мела (верхний маастрихт) Крыма, представленный костями задних конечностей птицетазового динозавра (Ornithischia), найденных в 1934 году на вершине горы Беш-Кош в окрестностях города Бахчисарай. Это была первая находка динозавров на Крымском полуострове. Вторая находка динозавров в Крыму была сделана в 1965 году у заброшенного села Алёшино (Балта-Чокрак) в Бахчисарайском районе и представляет собой фрагментарный скелет неописанного вида, включающий шейные и грудные позвонки, и именуемый в настоящее время «динозавр Трушникова» в честь автора находки. Он может принадлежать продвинутому игуанодонтиду или примитивному гадрозавроиду. Таким образом, во времена маастрихта в Крыму существовало не менее двух видов динозавров.

### Московская область
В юрском и меловом периодах большая часть Европейской России была покрыта эпиконтинентальными морями. Поэтому остатки континентальных динозавров этого времени крайне редки на данной территории и обычно встречаются в морских отложениях. Единственным исключением является местонахождение позвоночных на Пескинском карьере в Московской области, где остатки позвоночных найдены в палеокарстовых полостях, заполненных речными глинами позднего батонского возраста. В этом районе из среднеюрских (байос—бат) отложений обнаружены остатки тероподовых динозавров (фаланги и зубы), возможно целурозавров. Зубы теропода из этой местности были до сих пор единственными остатками юрских динозавров из Европейской России. В 2020 году было сообщено о первой находке остатков динозавра завропода из средней юры Европейской России. Они также были найдены в Пескинском карьере, но происходят из стратиграфически более высокого горизонта, которые датируются по возрасту от верхнего калловея до нижнего оксфорда. Образцы были собраны в 1997 году Александром Борисовичем Видриком и представляют собой два передних хвостовых позвонка, предположительно принадлежащие одной особи. Среднеюрские позвонки завропод из местоонахождения Пески относятся к одному из самых ранних известных представителей группы диплодокоидов (Diplodocoidea).

### Оренбургская область
В настоящее время известно только три находки остатков динозавров в регионе. Спинной позвонок динозавра из верхнемеловых отложений Губерлинских гор, являющийся также первой находкой динозавров в России. Он был приписан анкилозавру, но позвонки с аналогичными пропорциями также известны и среди орнитопод. Хвостовой позвонок из верхнемеловых (нижний кампан) прибрежно-морских отложений в Ижбердинском карьере, расположенном близ города Орск, отнесённый к группе игуанодонтов (Iguanodontia indet.). Хвостовой позвонок принадлежал динозавру длиной около 5 метров, что может свидетельствовать об отсутствии эффекта островной изоляции (небольшие размеры) у динозавров, живших на крупных островах Тургайского пролива в позднем мелу. Из того же карьера известен фрагмент длинной кости крупного динозавра. Гистологические признаки указывают на быстрый непрерывный рост животного. Такие черты встречались у продвинутых представителей утконосых динозавров (гадрозаврид) и продвинутых завропод (Eusauropoda).

### Ульяновская область
Редкие кости динозавров из Ульяновской области относятся исключительно к меловому периоду. На территории региона известен единственный вид представителя завропод семейства Titanosauridae — Volgatitan simbirskiensis. Он описан по серии хвостовых позвонков, найденных в геологических слоях времён готерива, к югу от посёлка Сланцевый рудник. Позвонки представляют собой последовательные передние (включая первый хвостовой) и средний хвостовые позвонки, принадлежащие одной особи. Другими надежными раннемеловыми записями динозавров в регионе являются фрагментарные метакарпалы (кости конечности) молодой особи завропода, обнаруженные в верхнеготеривских отложениях к северу от посёлка Сланцевый рудник.

### Якутия
Раннемеловой (берриас—баррем) комплекс позвоночных Тээтэ на юго-западе Якутии (Восточная Сибирь, Россия) сформировался вблизи мезозойских полярных широт (оценка палеошироты N 62 °—N 66,5 °) и широко известен своими полярными динозаврами. Комплекс высокоширотных динозавров Тээтэ включает стегозавров, орнитопод, теропод и завропод.
Остатки стегозавров наиболее многочисленны и представлены многочисленными изолированными зубами, позвонками, ребрами, редкими длинными костями, элементами плечевого и тазового поясов и немногочисленными фрагментарными костями черепа. Остатки стегозавров (а именно зубы) из местонахождения Тээтэ были впервые описаны и отнесены к Stegosaurus sp. С. Курзановым, который также отметил, что «большинство зубов сильно изношены». Идентификация зубов из Тээтэ Курзановым была предварительной и впоследствии дополнена некоторыми последующими исследователями Однако Сюзанна Мейдмент не согласилась с отнесением зубов к стегозаврам и отнесла их к неопределенному анкилозавру. Предварительное исследование недавно собранного материала показало, что предполагаемые зубы тиреофоров из Тээтэ демонстрируют стегозавровые черты зубов, а А. Аверьянов идентифицировал несколько изолированных зубов из Тээтэ как Stegosauria indet.
Завроподы — самые редкие динозавры в Тээтэ, они представленные исключительно изолированными зубами или же фрагментами зубов. Их остатки в данной местности являются единственными свидетельствами того, что представители данной группы динозавров жили в высоких широтах Северного полушария. Ювенильный зуб указывает на то, что завроподы размножались в высоких широтах и возможно оставались там круглый год. Самое раннее упоминание о присутствии завропод в Тээтэ имеется в обзоре Рождественского о меловых рептилиях России. Первое полноценное описание было сделано Курзановым, где он упомянул два зуба, идентифицированных как cf. Camarasaurus. По данным Аверьянова, эти зубы могут принадлежать представителю группы Euhelopodidae.

### Комментарии
1. 1 2  Бо́льшая часть Крымского полуострова  является объектом территориальных разногласий между Россией, контролирующей спорную территорию, и Украиной, в пределах признанных большинством государств — членов ООН границ которой спорная территория находится. Согласно федеративному устройству России, на спорной территории Крыма располагаются субъекты Российской Федерации — Республика Крым и город федерального значения Севастополь. Согласно административному делению Украины, на спорной территории Крыма располагаются регионы Украины — Автономная Республика Крым и город со специальным статусом Севастополь.